# 宇野昌磨
宇野昌磨（日语：／ Uno Shōma */?，1997年12月17日—）是一位日本男子花式滑冰選手，愛知縣名古屋市出身，毕业于名古屋市立富士中學校、中京大學附屬中京高等學校，2016年4月中京大学運動科学部入学。血型為B型。从属豐田汽車（TOYOTA）。
主要战绩有2022年世界冠軍，2018年冬季奧林匹克運動會銀牌，2022年冬季奧林匹克運動會個人賽銅牌、團體賽銅牌，2016、2017、2018、2019日本花式溜冰锦标赛四屆日本冠軍，2017年亞洲冬季運動會金牌，2017、2018世界花式滑冰锦标赛銀牌，2022國際滑冰總會花式滑冰大獎賽總決賽金牌，2017、2018國際滑冰總會花式滑冰大獎賽總決賽銀牌，2015、2016國際滑冰總會花式滑冰大獎賽總決賽銅牌，2017四大洲花式滑冰錦標賽銅牌、2018四大洲花式滑冰錦標賽銀牌、2019四大洲花式滑冰錦標賽金牌。
宇野獲得國際滑冰總會認定成為史上第一位完成後內點冰四週跳（4F）的男子單人選手。

## 個人簡介
宇野昌磨在1997年12月17日出生於日本愛知縣名古屋市。在2016年4月起就讀在中京大學運動科學部。2017年6月1日起簽約為TOYOTA公司員工。
宇野的父親為名古屋地方IT公司的社長，他有一位弟弟名為宇野樹，祖父為西洋畫家宇野藤雄。
宇野昌磨從五歲開始練習滑冰，那時在滑冰場他遇見了淺田真央。起先宇野猶豫要選擇速度滑冰、曲棍球或是花式滑冰。跟淺田玩之後，宇野選了花式滑冰，因為他想跟淺田從事一樣的運動。宇野的花式滑冰偶像是高橋大輔。2006年12月，擔任冰童時於日本花式溜冰錦標賽現場欣賞高橋的長曲節目而著迷，宇野同時是當年唯一代表獻花給淺田真央的男子冰童。

## 趣味、愛好
有偏食習慣，多次強調不喜歡蔬菜。喜愛白米、肉類與奶茶。
平昌冬奧後在A&G TRIBAL RADIO的訪談中表示喜愛動畫作品，如命運石之門和Charlotte (動畫)。
手機遊戲愛好者，如最終榮耀(又譯虚荣_(游戏))、荒野行動，同時也很擅長任天堂明星大亂鬥系列。

## 運動員生涯

### 2011年前
在2009-2010賽季，宇野昌磨奪得日本花式滑冰初學者錦標賽的冠軍。在日本青少年花式滑冰錦標賽取得了第三名。
在2010年，宇野在日本花式滑冰初學者錦標賽再次取得冠軍，在日本青少年花式滑冰錦標賽取得第四名。

### 2011-2012賽季
這一賽季宇野昌磨開始參加世界青年花式滑冰大獎賽。在第一場波蘭杯比賽中取得了第四名。接下來的愛沙尼亞杯，宇野獲得第三名，這是他第一次獲得青少年花式滑冰大獎賽獎牌。他在日本青少年花式滑冰錦標賽取得了第五名，在初次的日本花式滑冰錦標賽取得第九名，並被選為2012年世界青少年花式滑冰锦标赛的代表。
在2012年冬季青年奧林匹克運動會，宇野從短曲節目第六名復出，得到了個人銀牌，並贏得團體金牌。在2012年世界青年花式滑冰錦標賽取得了第十名。

### 2012-2013賽季
宇野昌磨在斯洛文尼亞杯取得第六名。在德國杯他獲得第二名，並在短曲、長曲和總分取得了新的個人最佳成績。宇野在日本青少年花樣滑冰錦標賽獲得第二名，在日本花式滑冰錦標賽得到第十一名。在2013年原本參加世界青年花式滑冰錦標賽的選手田中刑事由於受傷退出比賽，所以宇野被選出場，取得了第七名。

### 2013-2014賽季
宇野昌磨在拉脫維亞杯中取得了第二名，在愛沙尼亞杯中取得了第四名。在日本青少年花式滑冰錦標賽中宇野獲得第二名。在日本花式滑冰錦標賽的長曲比賽中，宇野被排入壓軸的最後一組，取得總成績第七名，被選入參加2014年世界青年花式滑冰錦標賽取得第五名。
在義大利加迪納春季盃，宇野第一次贏得了成年組國際比賽的金牌。

### 2014-2015賽季
2014-2015賽季開始時，宇野昌磨在亞洲花式滑冰錦標賽中贏得金牌，還完成自己第一個四周跳——後外點冰跳（4T）。接下來的世界青年花式滑冰大獎賽，宇野繼續完成後外點冰四周跳，在日本杯獲得銀牌、在克羅地亞杯獲得金牌，首次入圍了青少年大獎賽總決賽。幾年辛苦之後，在日本青少年花樣滑冰錦標賽中，宇野終於完成三周半跳（3A），並取得金牌。一月後的青年大獎賽總決賽，宇野在短曲取得第三名，在長曲完成無失誤的表演，總分取得了金牌，並創造長曲和總分最高分的世界紀錄。自2009年的羽生結弦以來，宇野是第三個日本男子單人獲得世界青年花式滑冰大獎賽冠軍頭銜的選手。在日本花式滑冰錦標賽，他在短曲取得第三名，長曲取得第三名，總分獲得銀牌，被選為四大洲花式滑冰錦標賽的代表。
2015年四大洲花樣滑冰錦標賽是宇野昌磨的第一次參加國際滑冰聯盟成年組比賽。在這次比賽中，雖然在長曲摔倒，但宇野創造了新短曲、長曲和總分個人最佳成績，總合取得第五名。宇野在2015年世界青年花式滑冰錦標賽的短曲獲得84.87分，打破了世界紀錄。他在長曲取得第二名，總分獲得第一名，成為日本第五個獲得世界青年花式滑冰錦標賽冠軍頭銜的男子單人花式滑冰選手。與銅牌得主的山本草太一起，這也是首次有兩位日本男單花式滑冰選手同時獲得獎牌的青少年錦標賽。

### 2015-2016賽季

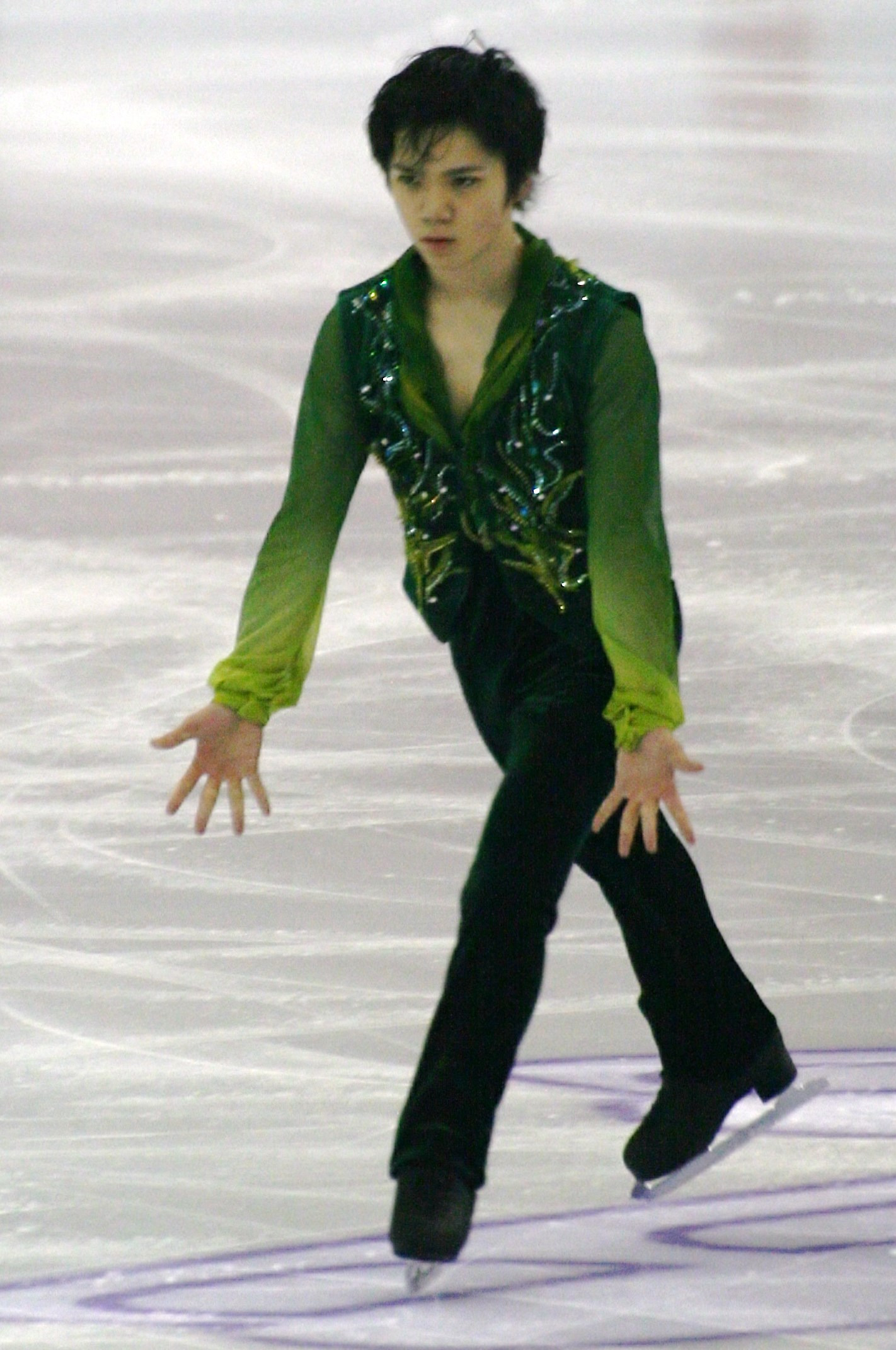
宇野昌磨參加2015年國際滑冰聯盟花式滑冰大獎賽總決賽

宇野昌磨在2015年美國國際典賽短曲中取得第九名，在長曲中取得第一名，總分取得第五名。接下來的2015年日本花式溜冰公開賽，宇野獲得185.48分，在個人和團體部分取得勝利，並超越三位世界冠軍哈維爾·費南德茲、布萊恩·茹貝爾和陈偉群。
這一年宇野昌磨初次參加成年組國際滑冰總會花式滑冰大獎賽。在2015年大獎賽美國站宇野取得銀牌，綜分只落後冠軍馬克斯·阿隆1.52分。面對青年組升上成年組必定會經歷的體力問題，美國站後宇野察覺自身沒有足夠的體力，決定改變練習方法，增加了日常練習量，並開始進行陸上訓練。在2015年大獎賽法國站的短曲中取得第一名。由於2015年11月巴黎襲擊事件，長曲賽事取消，所以短曲的結果被視為了最終結果，因此宇野贏得這次比賽，進而入圍國際滑冰總會花式滑冰大獎賽總決賽。在大獎賽總決賽的長曲中初次獲得超過190分的分數，取得了新的個人最佳成績，並取得銅牌，次於羽生結弦和費南德茲。這是大獎賽總決賽第一次有初次升組的男子單人選手獲得獎牌。
宇野昌磨在日本花式滑冰錦標賽短曲中取得第二名，長曲取得第三名，總分獲得銀牌，被選為四大洲錦標賽和世界花式滑冰錦標賽的代表。在2016年四大洲錦標賽短曲中，以92.99分宇野創造新的個人最佳成績，取得第二名。在長曲終四周跳失誤取得了第五名。他總合結果取得第四名，落後陳偉群、金博洋和閆涵。在首次參加的世界錦標賽中，宇野在短曲取得第四名，在長曲後半的四周跳時摔倒，總合順位是第七名。綜合羽生結弦第二名的成績，兩人獲得了日本隊參加2017年世界錦標賽三名額的資格。日本也是該年唯一獲得三名額的國家。
接下來在2016 Team Challenge Cup，宇野昌磨成為第一位在國際比賽完成了後內點冰四周跳（4F）的選手。在短曲中，他完成兩個四周跳：後內點冰四周跳(4F)和後外點冰四周－後外點冰三周(4T-3T)組合跳，取得了105.47分。

### 2016-2017賽季

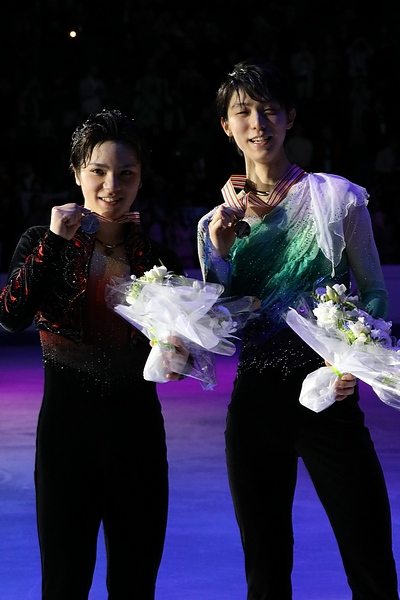
宇野昌磨和羽生結弦於2017年世界花式滑冰錦標賽

2016-2017賽季的開始，宇野昌磨在倫巴底盃獲得第一名。在2016年日本花式溜冰公開賽中，宇野拿下198.55分，替日本隊取得勝利。
在大獎賽美國站，宇野昌磨首次在長曲中完成三個四周跳，取得了金牌。在大獎賽俄羅斯站取得第二名，連續兩年入圍大獎賽總決賽。在2016年大獎賽總決賽的短曲中，他在後外點冰四周跳(4T)時摔倒，無法完成組合跳，短曲排名第四。但是在長曲取得195.69分，更新自己的個人最佳成績，總分獲得銅牌，落後於亞軍陈巍0.34分，冠軍羽生結弦11.39分。在月後的日本花式滑冰錦標賽中，宇野首次獲得金牌，被選為四大洲錦標賽、亞洲冬季運動會和世界錦標賽的代表。
2017年2月在四大洲錦標賽中，以100.28分成為了第四位在短曲項目超過100分的選手，並取得第二名。在長曲完成三種類共四次的四周跳，包括首次在國際比賽中完成的後外四周跳(4Lo)，不過由於第二個三周半(3A)跌倒失誤，取得第三名。獲得288.05分，更新個人最佳成績，獲得銅牌。
宇野在2017年亞洲冬季運動會的短曲取得了第二名，在長曲獲了188.84分取得第一名，成為亞洲冬季運動會冠軍。在3月的春季盃，他取得了金牌。
接下來的2017年世界錦標賽中，宇野昌磨在短曲完成了無失誤的表演，獲得104.36分排名第二名。長曲勾手三周跳(3Lz)失誤，獲得214.45分，總分是319.31分，刷新個人最佳成績。在這場比賽中，宇野落後世界冠軍羽生結弦2.28分，領先銅牌得主金博洋15.73分，獲得了銀牌。
本賽季最後的比賽世界花式滑冰國別對抗戰，宇野昌磨在短曲中取得第一名，在長曲落後同隊羽生結弦取得第二名，跟隊友一起取得日本隊的勝利。在男子單人總分獲得302.02分。
對宇野昌磨而言2016-2017賽季是一個成功的賽季，參加的大賽賽事皆站上了頒獎台。

### 2017-2018賽季

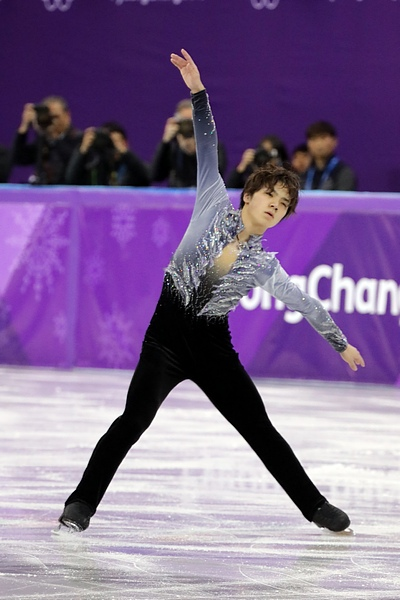
宇野昌磨於2018年平昌冬奧運動會

2017-2018賽季開始前，2017年6月1日，宇野昌磨與豐田汽車簽約成為旗下員工，正式接受該企業的贊助。在自己的官方網頁中，宇野公布他的本賽季新節目——短曲《四季 第四協奏曲 「冬」》、長曲是2015-16賽季曾使用過但重新編曲的《杜蘭朵》。
開場的倫巴底盃，宇野昌磨創造了長、短曲和總分的個人最佳成績，取得金牌。在長曲宇野完成五個四周跳，包括自己首次的後內四周跳（4S）。在2017年日本花式溜冰公開賽中，宇野跟同隊隊友們獲得銀牌。
大獎賽系列開始，在大獎賽加拿大站宇野昌磨取得了金牌。歸國之後，宇野發燒到39度，診斷為流行性感冒。參加大獎賽法國站時身體狀況還沒完全康復，長短曲皆出現失誤，獲得第二名。隨後宇野入圍了家鄉名古屋市舉辦的大獎賽總決賽。在總決賽中宇野獲得了銀牌，只落後於冠軍陳巍0.5分。接著，宇野昌磨在日本花式滑冰錦標賽獲得二連霸，被選為四大洲錦標賽、冬季奧林匹克運動會和世界花式滑冰錦標賽世界錦標賽的代表。
2018年四大洲錦標賽，宇野昌磨以短曲取得100.49分、長曲197.45分的綜合成績獲得銀牌。
2018年平昌冬奧運動會中，宇野昌磨在團體賽男子單人短曲中取得第一名，跟同隊隊員們帶領日本隊入圍長曲項目。最終日本隊總合順位排名第五名。在個人賽男子單人短曲中，宇野完成了前半段的後內點冰跳四周跳(4F)、後半的後外點冰四周－後外點冰三周組合跳(4T-3T)和三周半跳(3A)，取得104.17分，排名第三名。在長曲項目，除第一個後外四周跳(4Lo)出現跌倒失誤，其餘部分皆成功完成，取得了202.73。總分宇野取得306.90分獲得銀牌，比銅牌得主哈維爾·費南德茲多出1.68分。跟當屆蟬聯冠軍的日本選手羽生結弦一起站上頒獎台，這是首次在冬奧會花式滑冰比賽中有兩位日本代表選手同時獲得金、銀牌。
平昌冬奧會後，宇野昌磨換了新鞋但缺乏時間調整。在2018年世界花式滑冰錦標賽開始時，因為新鞋適應不良導致右腳腳背受傷，在短曲賽事前兩天惡化。因此減少了跳躍構成的難度。宇野完成了後外點冰四周跳(4T)（原本是後內點冰四周跳(4F)），在後內三周－後外點冰三周組合跳(3S-3T)失誤成三周－二周組合跳(3S-2T)，取得了94.26分，排名第五。在長曲中，為了爭取日本來年賽季名額，宇野沒有減少跳躍構成的難度，使用了奧運會時相同的構成。雖然三個四周跳皆出現跌倒失誤，其他的跳躍：包括後外點冰四周－後外點冰二周(4T-2T)組合跳、三周半－勾手跳－後內點冰三周(3A-lLO-3F)組合跳跟後內三周－後外點冰三周(3S-3T)組合跳，都完成了。長曲獲得179.51分，總合成績為273.77分。宇野在世界錦標賽中第二次獲得了銀牌。跟第五名的友野一希一起，成功獲得了日本隊2019年世界花式滑冰錦標賽三個名額的參賽資格。

### 2018-2019賽季

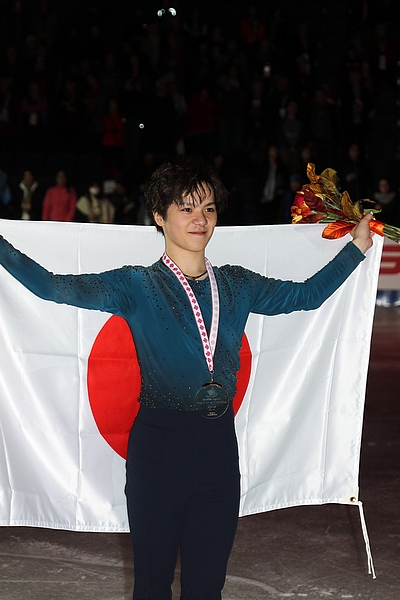
宇野昌磨於2018年花式滑冰大獎賽加拿大站

2018-2019賽季，宇野於短曲選用《天國的階梯》，長曲選用了貝多芬的《月光奏鳴曲》。開季宇野参加了於貝爾加莫舉行的倫巴底盃。短曲成績104.15分，排名第一，長曲則獲得172.05分。從短曲開始皆排名首位，並以276.20分完成了三連霸。對賽季的新規則將長曲從4分30秒缩短成4分鐘，在初戰顯露出了體力上的疲勞。在日本花式溜冰公開賽中，宇野以長曲第一名186.69的成績與隊友們獲得金牌。
大獎賽系列首戰，在加拿大站以逆轉獲得了二連霸。接着是首次參加日本站，在短、長曲接出现了四周跳的组合跳失誤，但還是繼加拿大戰之後，實現了自己首次的大獎賽系列連勝。可是，在大獎賽總決賽時狀態開始下滑，短曲以91.67分排名第二，長曲以183.43分排名第二。以總計275.10分獲得了第二名。
2018年十二月，宇野在三連霸的期許下挑戰日本花式滑冰錦標賽，在短曲當日早上的熱身扭傷了右腳踝，在右腳疼痛的狀況下迎接了比賽。短曲的四周跳全部順利落冰，以102.06分的短曲成績獲得領先。次日在醫院接受MRI檢查後，確認不會對職業生涯產生影響後，教練團隊尊重宇野的意願繼續參加比賽，雖然在受傷時教練一度勸說退賽，卻被宇野以＂這是我生活的方式＂的堅定意志打動。長曲的構成降低了難度，四周後內點冰跳(4F)成功落冰，而後內跳改為三周(3S)，最終獲得187.04分。以289.10分達成了三連霸。
之後，宇野為了專心治癒傷勢，辭退了於2019年初於義大利的表演。在重新開始冰上訓練時，在同一傷勢處再度扭傷，其後，又於一月底的訓練中三度扭傷，辭退二月荷蘭的挑戰盃。在訓練不足的情況下參加四大洲錦標賽。短曲改變了構成，在第一個四周的後外點冰跳(4T)發生雙手觸冰的失誤，接下的連跳亦落冰不佳，以91.76拿下短曲排名第四。隨後的長曲捨棄四周後內跳(4S)但保留四周後內點冰跳(4F)，演出開頭的兩個四周跳皆成功，後半三周阿克塞爾跳的組合跳(3A-1Eu-3F)雖發生失誤，但還是拿下197.362的高分，一度創下賽季新計分規則後的世界紀錄。亦從短曲的第四名逆轉獲得四大洲錦標賽的冠軍，這也是宇野自成人組賽季以來第一個國際大型賽事的金牌。
三月，在日本舉辦的世界花式滑冰锦标赛中，宇野在短曲中的四周後內點冰跳(4F)出現摔倒的重大失誤，以91.40拿下短曲第六的排名。在數日後的長曲表現中亦不盡理想，四周跳跟連跳皆出現失誤，僅拿下178.92分，以總分排名第四結束三年連續登上頒獎台的紀錄。賽後，宇野對結果表達懊悔，並表示必須更加努力以回到足以在頂端競爭的位置。
在四月的團體錦標賽中，宇野在家人的建議下，將短曲節目改為上賽季的《冬》（四季）。並改變了節目的跳躍構成。短節目中原本要嘗試的後內點冰四周跳－後外點冰三周(4F-3T)組合跳沒有成功，以92.78排名短曲第三。但在長曲中第一個後內點冰四周跳－後外點冰三周(4F-3T)組合跳則成功落冰，而阿克塞爾跳三周－後外點冰四周(3A-4T)雖出現跌倒失誤，但得到國際滑冰總會認證為第一個在國際賽事上出現的組合跳躍，以189.46分排名長曲第三。最後日本隊獲得團體錦標賽第二名的成績。

### 2019-2020賽季
在2018-19賽季結束後的六月，宇野於自己的個人網站上，宣布從所屬的東海俱樂部畢業，即離開師從多年的樋口美穗子教練與山田滿知子教練，尋找新的據點。宇野表示教練希望自己能夠更加成長，是在教練的支持下做出的決定，並表示不急於決定新教練人選，新賽季亦可能會在沒有所屬教練的狀況下進行競試。。七月，宇野開始參加艾特利·圖特別麗澤的暑期訓練營。
宇野於八月的演出中，宣布將延用表演滑的曲目《Great Spirit》做為新賽季的短曲，並選用Calum_Scott演唱的音樂《Dancing On My Own》做為長曲節目。編舞為替他編過表演滑的Shae-Lynn Bourne與大衛·威爾森。宇野表示會在本賽季接受本田武史的跳躍指導，並預定在九月參加位於瑞士史蒂芬·蘭比爾的合宿訓練。
開季宇野首先参加日本花式溜冰公開賽。長曲因降低跳躍構成以及跳躍失誤，以169.09取得男子長曲第二名，日本隊最後坐收團體成績第二名。一星期後宇野首次参加芬蘭盃 ，在長短曲表現皆出現失誤的狀況下以總分255.23取得第一名，賽後表示以現在的練習狀態無法做到更好的發揮，希望在大獎賽繼續努力。

### 2021-2022賽季
於2021大獎賽美國站收獲銀牌，在日本站獲得金牌。

## 技術・演技

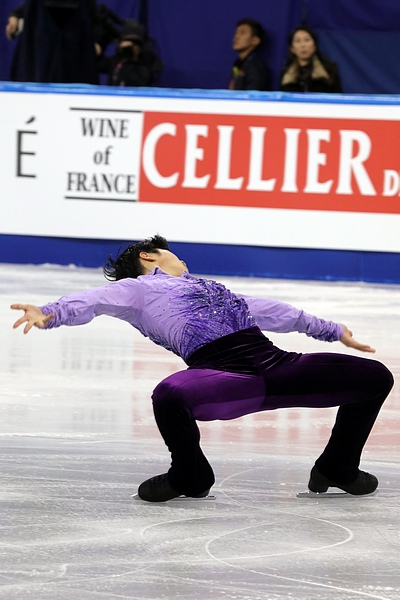
2017年四大洲花样滑冰锦标赛短曲中的cantilever

### 技術
宇野昌磨會四種四周跳（後外點冰跳(4T)、後內跳(4S)、後外跳(4Lo)、後內點冰跳(4F)）和六種三周跳。
後外點冰四周跳(4T)是宇野昌磨首次完成的四周跳。當青年分組比賽時，宇野的基本分不高，所以他開始練習三周半跳(3A)。但是他的三周半跳苦練許多年皆無法完成。在2014年，宇野聽了前輩無良崇人的忠告，先從後外點冰四周跳(4T)開始練習，在2014年亞洲錦標賽時他完成了這項跳躍。同年，宇野終於完成了三周半跳；現在這是他最成功的跳躍之一，常獲得高分。
在2016年團體挑戰杯中，宇野昌磨是第一位在國際比賽完成後內點冰四周跳(4F)的選手，並獲得金氏世界紀錄大全的認可。這種跳法是宇野的強項，常出現在短曲和長曲中。在練習過程中他還嘗試過後內點冰四周－後外點冰三周的組合跳(4F-3T)，不過沒有在比賽中完成。
在2016年四大洲錦標賽練習中，宇野昌磨嘗試和完成了四周後外跳(4Lo)。在下一年的2017年四大洲錦標賽中，自第一位選手羽生結弦以來，宇野是世界上第二位在國際比賽完成了四周後外跳(4Lo)的選手。
從2014-2015賽季，宇野開始練習後內四周跳(4S)。到2017年倫巴底杯時在國際比賽中嘗試且完成。起初宇野想用後內四周跳增加基本分，但是而後他放棄了這個計畫，因為他想集中於一致性，所以維持了上個賽季的節目安排。
憑藉各種類型和多數量的四周跳，宇野的節目構成基本分高。但是跳躍的質量還有待改進。2017年夏季，宇野在美國芝加哥開始跟教練Alexander Ouriashev進行跳躍練習。
宇野昌磨的旋轉和步伐技術出色，常獲得4級（最高的級度）和高技術分。在2016年大獎賽總決賽的長曲中，宇野的組合旋轉取得了所能獲得的最高分。從史蒂芬·蘭比爾的時代，這是第一次有男子單人選手組合旋轉取得如此的最高分。

### 構成元素
宇野以其獨特的節目表現力聞名，且擁有良好的上半身控制力與手臂運用。
從青年分組時的比賽開始，雖然沒有足夠高分的難度跳躍，但宇野昌磨的音樂解讀和演技還是能帶來深刻的印象。後來，宇野的表演技能越來越知名。豐富而靈活的上身和延伸的手臂動作，從而體現出很卓越的上身動作技術。伴隨著優秀的音樂性，宇野的解讀元素是他的強項，在這部分的藝術分表現常獲得9分以上。
宇野有穩定的滑冰技術。他的膝蓋動作很柔軟、流暢而平滑，深刃滑行體現良好的滑冰技術。壓步較多因此單腳步伐和單腳滑行時間有限，但滑行速度與冰覆度都具有水平。
宇野的招牌動作是下腰蟹步（cantilever）在許多的節目中都有使用這動作，體現其柔軟的腳踝特性與強大的腰力。
在2016-2017賽季的短曲節目中，他的三周半跳使用大一字進入和下腰蟹步進出，由於這個跳躍的銜接技術難度，宇野能獲得較高的技術分。

## 紀錄、成績
- 史上首位於國際賽事中完成後內點冰四週跳（4F）的男子單人花樣滑冰選手。[6]
- 創下青年組男子單人的短曲節目最高分紀錄（84.87分）。
- 創下青年組男子單人的總分最高分紀錄（238.27分）。這紀錄已經被車俊煥更新。
- 創下青年組男子單人的長曲節目最高分紀錄（163.06分）。這紀錄已經被Daniel Samohin（英语：Daniel Samohin）更新。

## 主要戰績
| 大会/年                | 2009-10 | 2010-11 | 2011-12 | 2012-13 | 2013-14 | 2014-15 | 2015-16 | 2016-17 | 2017-18 | 2018-19 | 2019-20 | 2020-21 | 2021-22 | 2022-23 | 2023-24 |
| ---------------------- | ------- | ------- | ------- | ------- | ------- | ------- | ------- | ------- | ------- | ------- | ------- | ------- | ------- | ------- | ------- |
| 奧林匹克               |         |         |         |         |         |         |         |         | 2       |         |         |         | 3       |         |         |
| 奧運團體賽             |         |         |         |         |         |         |         |         |         |         |         |         | 3       |         |         |
| 世界錦標賽             |         |         |         |         |         |         | 7       | 2       | 2       | 4       | 取消    | 4       | 1       | 1       |         |
| 四大洲錦標賽           |         |         |         |         |         | 5       | 4       | 3       | 2       | 1       | 缺席    |         |         |         |         |
| 日本錦標賽             |         |         | 9       | 11      | 7       | 2       | 2       | 1       | 1       | 1       | 1       | 2       | 2       | 1       |         |
| 大獎賽總決賽           |         |         |         |         |         |         | 3       | 3       | 2       | 2       |         |         |         | 1       |         |
| 大獎賽法國站           |         |         |         |         |         |         | 1       |         | 2       |         | 8       |         |         |         |         |
| 大獎賽加拿大站         |         |         |         |         |         |         |         |         | 1       | 1       |         |         |         | 1       |         |
| 大獎賽美國站           |         |         |         |         |         |         | 2       | 1       |         |         |         |         | 2       |         |         |
| 大獎賽俄羅斯站         |         |         |         |         |         |         |         | 2       |         |         | 4       |         |         |         |         |
| 大獎賽日本站           |         |         |         |         |         |         |         |         |         | 1       |         |         | 1       | 1       | TBD     |
| 大獎賽中國站           |         |         |         |         |         |         |         |         |         |         |         |         |         |         | TBD     |
| 芬蘭盃                 |         |         |         |         |         |         |         |         |         |         | 1       |         |         |         |         |
| 倫巴底盃               |         |         |         |         |         |         |         | 1       | 1       | 1       |         |         |         |         |         |
| 美國國際典賽           |         |         |         |         |         |         | 5       |         |         |         |         |         |         |         |         |
| 加迪納春季盃           |         |         |         |         | 1       |         |         |         |         |         |         |         |         |         |         |
| 春季盃                 |         |         |         |         |         |         |         | 1       |         |         |         |         |         |         |         |
| 亞洲冬季運動會         |         |         |         |         |         |         |         | 1       |         |         |         |         |         |         |         |
| 亞洲錦標賽             |         |         |         |         |         | 1       |         |         |         |         |         |         |         |         |         |
| 世界花式滑冰國別對抗戰 |         |         |         |         |         |         |         | 1       |         | 2       |         | 3       |         | WD      |         |
| 世界青年錦標賽         |         |         | 10      | 7       | 5       | 1       |         |         |         |         |         |         |         |         |         |
| 青少年奧林匹克         |         |         | 2       |         |         |         |         |         |         |         |         |         |         |         |         |
| 日本青年錦標賽         | 3       | 4       | 5       | 2       | 2       | 1       |         |         |         |         |         |         |         |         |         |
| 青年大獎賽總決賽       |         |         |         |         |         | 1       |         |         |         |         |         |         |         |         |         |
| 青年大獎賽克羅地亞站   |         |         |         |         |         | 1       |         |         |         |         |         |         |         |         |         |
| 青年大獎賽愛沙尼亞站   |         |         | 3       |         | 4       |         |         |         |         |         |         |         |         |         |         |
| 青年大獎賽德國站       |         |         |         | 2       |         |         |         |         |         |         |         |         |         |         |         |
| 青年大獎賽日本站       |         |         |         |         |         | 2       |         |         |         |         |         |         |         |         |         |
| 青年大獎賽拉脫維亞站   |         |         |         |         | 3       |         |         |         |         |         |         |         |         |         |         |
| 青年大獎賽波蘭站       |         |         | 4       |         |         |         |         |         |         |         |         |         |         |         |         |
| 青年大獎賽斯洛文尼亞站 |         |         |         | 6       |         |         |         |         |         |         |         |         |         |         |         |

## 比賽結果明細

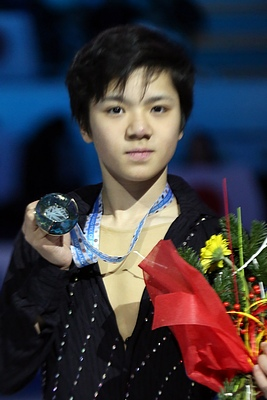
宇野昌磨於2014年青年組大獎總決賽獲得金牌

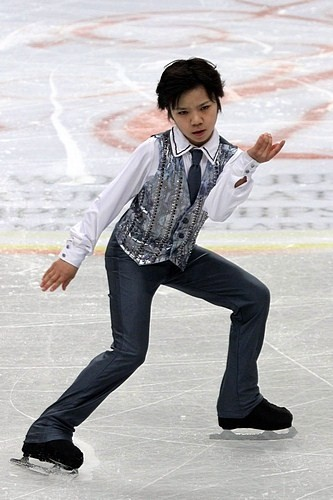
宇野昌磨於2012年世界青少年花样滑冰锦标赛

短曲節目和長曲節目的小獎牌是只在國際滑冰聯盟錦標賽的獲獎。在團體事件獎牌只給團體成績。T － 團體成績. P － 個人成績。粗體數字代表ISU公認個人最佳成績。
※於2018–2019賽季，ISU修改評分規則，個人最佳成績與世界紀錄於該賽季年度重新計算。

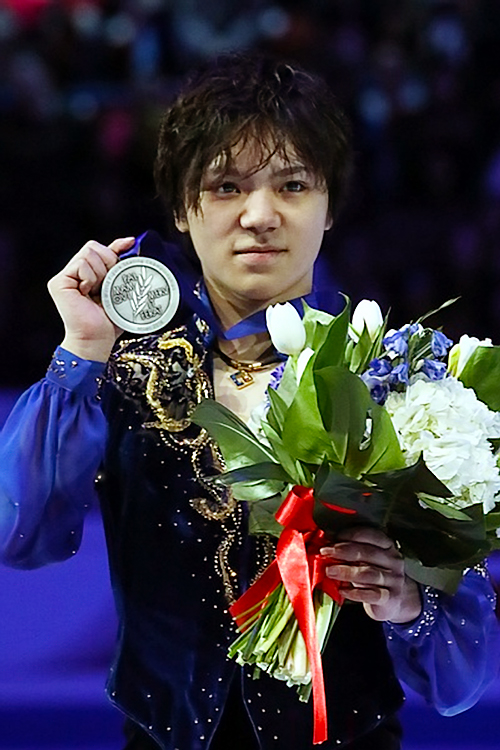
宇野昌磨為2018年世錦賽銀牌得主

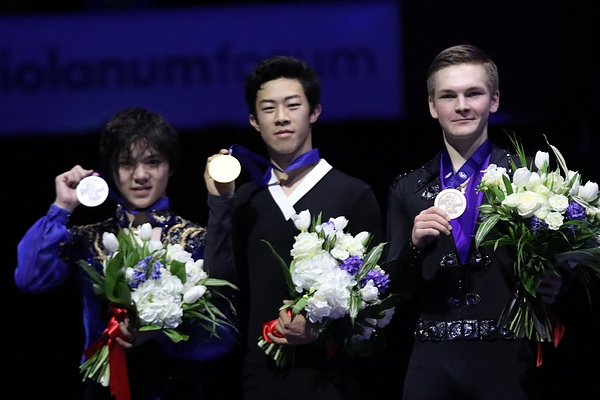
宇野昌磨（左）獲2018年世錦賽銀牌

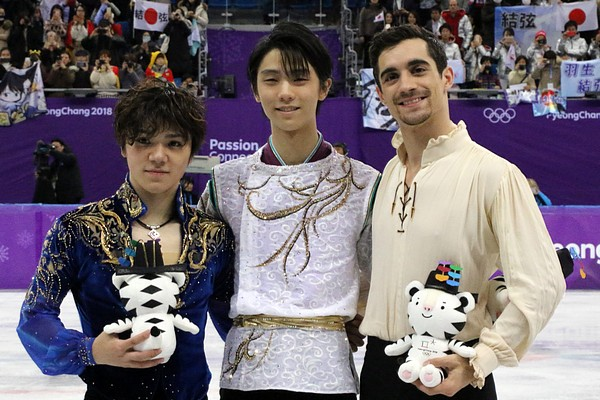
宇野昌磨（左）獲2018年平昌奧運銀牌

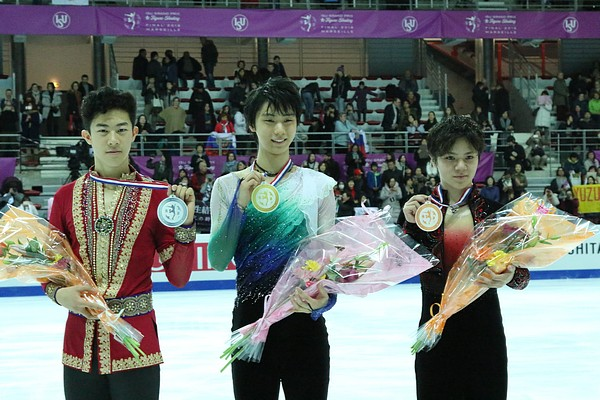
宇野昌磨（右）於2016年国际滑冰联盟花样滑冰大奖赛

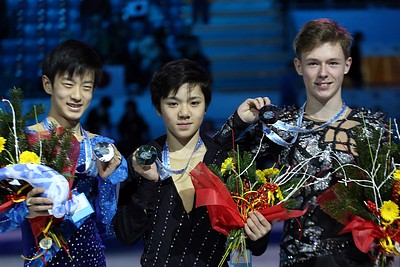
宇野昌磨（中）於2014年国际滑冰联盟青少年花样滑冰大奖赛

| 2022-2023賽季          | 2022-2023賽季                      | 2022-2023賽季 | 2022-2023賽季 | 2022-2023賽季 |
| 比賽日期               | 賽事名稱                           | SP            | FS            | 總分          |
| ---------------------- | ---------------------------------- | ------------- | ------------- | ------------- |
| 2022年12月8日-11日     | 2022年大獎賽總決賽                 | 1 99.99       | 1 204.47      | 1 304.46      |
| 2022年11月18日-20日    | 2022年大獎賽日本站                 | 2 91.66       | 1 188.10      | 1 279.76      |
| 2022年10月28日-30日    | 2022年大獎賽加拿大站               | 2 89.98       | 1 183.17      | 1 273.15      |
| 2022年10月8日          | 2022年日本公開賽                   | -             | 1 193.80      | 1 團體        |
| 2021-2022賽季          |                                    |               |               |               |
| 比賽日期               | 賽事名稱                           | SP            | FS            | 總分          |
| 2022年3月21-27日       | 2022年世界花样滑冰锦标赛           | 1 109.63      | 1 202.85      | 1 312.48      |
| 2022年2月8-10日        | 北京冬奧會                         | 3 105.90      | 5 187.10      | 3 293.00      |
| 2022年2月4-7日         | 北京冬奧團體賽                     | 2 105.46      |               | T3            |
| 2021年12月22-26日      | 日本花式溜冰錦標賽                 | 2 101.88      | 3 193.94      | 2 295.82      |
| 2021年11月12-14日      | 国际滑冰联盟花样滑冰大奖赛日本站   | 1 102.58      | 1 187.57      | 1 290.15      |
| 2021年10月22-24日      | 国际滑冰联盟花样滑冰大奖赛美国站   | 2 89.07       | 3 181.61      | 2 270.68      |
| 2021年10月3日          | 日本花式滑冰公開賽                 | -             | 1 181.21      | 1T            |
| 2020-2021賽季          |                                    |               |               |               |
| 比賽日期               | 賽事名稱                           | SP            | FS            | 總分          |
| 2021年03月22-28日      | 世界花样滑冰锦标赛                 | 6 92.62       | 3 184.82      | 4 277.44      |
| 2020年12月24-27日      | 日本花式溜冰錦標賽                 | 3 94.22       | 2 190.59      | 2 284.81      |
| 2019-2020賽季          |                                    |               |               |               |
| 比賽日期               | 賽事名稱                           | SP            | FS            | 總分          |
| 2019年12月18-22日      | 日本花式溜冰錦標賽                 | 2 105.71      | 1 184.86      | 1 290.57      |
| 2019年11月15-17日      | 国际滑冰联盟花样滑冰大奖赛俄罗斯站 | 4 87.29       | 4 164.95      | 4 252.24      |
| 2019年11月1-3日        | 国际滑冰联盟花样滑冰大奖赛法国站   | 4 79.05       | 9 136.79      | 8 215.84      |
| 2019年10月11-13日      | 芬蘭盃                             | 2 92.81       | 1 162.95      | 1 255.23      |
| 2019年10月5日          | 日本花式滑冰公開賽                 | -             | 2 169.09      | 2T/2P         |
| 2018-2019賽季          |                                    |               |               |               |
| 比賽日期               | 賽事名稱                           | SP            | FS            | 總分          |
| 2019年4月11-14日       | 世界花式滑冰國別對抗戰             | 3 92.78       | 3 189.46      | 2T/3P 282.24  |
| 2019年3月18-24日       | 世界花样滑冰锦标赛                 | 6 91.40       | 4 178.92      | 4 270.32      |
| 2019年2月07-10日       | 四大洲花样滑冰锦标赛               | 4 91.76       | 1 197.36      | 1 289.12      |
| 2018年12月21-24日      | 日本花式溜冰錦標賽                 | 1 102.06      | 1 187.04      | 1 289.10      |
| 2018年12月07-08日      | 国际滑冰联盟花样滑冰大奖赛總決賽   | 2 91.67       | 2 183.43      | 2 275.10      |
| 2018年11月09-10日      | 国际滑冰联盟花样滑冰大奖赛日本站   | 1 92.49       | 1 183.96      | 1 276.45      |
| 2018年10月26-28日      | 国际滑冰联盟花样滑冰大奖赛加拿大站 | 2 88.87       | 1 188.38      | 1 277.25      |
| 2018年10月6日          | 日本花式滑冰公開賽                 | -             | 1 186.69      | 1T/1P         |
| 2018年9月13-16日       | 倫巴底盃                           | 1 104.15      | 1 172.97      | 1 276.20      |
| 2017-2018賽季          |                                    |               |               |               |
| 比賽日期               | 賽事名稱                           | SP            | FS            | 總分          |
| 2018年3月19-25日       | 世界花样滑冰锦标赛                 | 5 94.26       | 2 179.51      | 2 273.77      |
| 2018年2月16-17日       | 冬季奧林匹克運動會 （個人）        | 3 104.17      | 3 202.73      | 2 306.90      |
| 2018年2月9-18日        | 冬季奧林匹克運動會 （團體）        | 1 103.25      | -             | 5T/1P         |
| 2018年1月22-28日       | 四大洲花样滑冰锦标赛               | 1 100.49      | 2 197.45      | 2 297.94      |
| 2017年12月21-24日      | 日本花式溜冰錦標賽                 | 1 96.83       | 1 186.47      | 1 283.30      |
| 2017年12月7-10日       | 国际滑冰联盟花样滑冰大奖赛总决赛   | 2 101.51      | 1 184.50      | 2 286.01      |
| 2017年11月17-19日      | 国际滑冰联盟花样滑冰大奖赛法国站   | 2 93.92       | 1 179.40      | 2 273.32      |
| 2017年10月27-29日      | 国际滑冰联盟花样滑冰大奖赛加拿大站 | 1 103.62      | 1 197.48      | 1 301.10      |
| 2017年10月7日          | 日本花式滑冰公開賽                 | -             | 3 175.45      | 2T/3P         |
| 2017年9月14-17日       | 倫巴底盃                           | 1 104.87      | 1 214.97      | 1 319.84      |
| 2016-17賽季            |                                    |               |               |               |
| 比賽日期               | 賽事名稱                           | SP            | FS            | 總分          |
| 2017年4月20-23日       | 世界花式滑冰國別對抗戰             | 1 103.53      | 2 198.49      | 1T/1P 302.02  |
| 2017年3月29日 - 4月2日 | 世界花样滑冰锦标赛                 | 2 104.86      | 2 214.45      | 2 319.31      |
| 2017年3月10-12日       | 春季盃                             | 1 104.31      | 1 199.37      | 1 303.68      |
| 2017年2月23-26日       | 亞洲冬季運動會花式滑冰比賽         | 2 92.43       | 1 188.84      | 1 281.27      |
| 2017年2月14-19日       | 四大洲花样滑冰锦标赛               | 2 100.28      | 3 187.77      | 3 288.05      |
| 2016年12月22-25日      | 日本花式溜冰錦標賽                 | 2 88.05       | 1 192.36      | 1 280.41      |
| 2016年12月8-11日       | 国际滑冰联盟花样滑冰大奖赛总决赛   | 4 86.82       | 2 195.69      | 3 282.51      |
| 2016年11月4-6日        | 国际滑冰联盟花样滑冰大奖赛俄罗斯站 | 1 98.59       | 2 186.48      | 2 285.07      |
| 2016年10月21-23日      | 国际滑冰联盟花样滑冰大奖赛美国站   | 1 89.15       | 1 190.19      | 1 279.34      |
| 2016年10月1日          | 日本花式滑冰公開賽                 | -             | 1 198.55      | 1T/1P         |
| 2016年9月8-11日        | 倫巴底盃                           | 1 86.68       | 2 172.25      | 1 258.93      |
| 2015-16賽季            |                                    |               |               |               |
| 比賽日期               | 賽事名稱                           | SP            | FS            | 總分          |
| 2016年4月22-24日       | Team Challenge Cup                 | 1 105.74      | 1 192.92      | 3T/1P         |
| 2016年3月28日 - 4月3日 | 世界花样滑冰锦标赛                 | 4 90.74       | 6 173.51      | 7 264.25      |
| 2016年2月16-21日       | 四大洲花样滑冰锦标赛               | 2 92.99       | 5 176.82      | 4 269.81      |
| 2015年12月24-27日      | 日本花式溜冰錦標賽                 | 2 97.94       | 3 169.21      | 2 267.15      |
| 2015年12月10-13日      | 国际滑冰联盟花样滑冰大奖赛总决赛   | 4 86.47       | 4 190.32      | 3 276.79      |
| 2015年11月13日         | 国际滑冰联盟花样滑冰大奖赛法国站   | 1 89.56       | 取消          | 取消          |
| 2015年10月23-25日      | 国际滑冰联盟花样滑冰大奖赛美国站   | 4 80.78       | 1 176.65      | 2 257.43      |
| 2015年10月3日          | 日本花式滑冰公開賽                 | -             | 1 185.48      | 1T/1P         |
| 2015年9月16-20日       | 美國國際典賽                       | 9 52.45       | 1 154.96      | 5 207.41      |

| 2014-15賽季            | 2014-15賽季              | 2014-15賽季 | 2014-15賽季 | 2014-15賽季 | 2014-15賽季 | 2014-15賽季 |
| 比賽日期               | 賽事名稱                 | 分組        | SP          | FS          | 總分        |             |
| ---------------------- | ------------------------ | ----------- | ----------- | ----------- | ----------- | ----------- |
| 2015年3月2-8日         | 世界青少年花样滑冰锦标赛 | 青年        | 1 84.87     | 2 147.67    | 1 232.54    |             |
| 2015年2月9-15日        | 四大洲花样滑冰锦标赛     | 成年        | 2 88.90     | 5 167.55    | 5 256.45    |             |
| 2014年12月26-28日      | 日本花式溜冰錦標賽       | 成年        | 3 85.53     | 3 165.75    | 2 251.28    |             |
| 2014年12月11-14日      | 青年大獎賽總決賽         | 青年        | 3 75.21     | 1 163.06    | 1 238.27    |             |
| 2014年11月22-24日      | 日本青年花式溜冰錦標賽   | 青年        | 1 82.72     | 2 128.00    | 1 210.72    |             |
| 2014年10月8-11日       | 青年大獎賽克羅地亞站     | 青年        | 1 74.82     | 1 152.69    | 1 227.51    |             |
| 2014年9月11-14日       | 青年大獎賽日本站         | 青年        | 2 69.78     | 2 150.21    | 2 219.99    |             |
| 2013-14賽季            |                          |             |             |             |             |             |
| 比賽日期               | 賽事名稱                 | 分組        | SP          | FS          | 總分        |             |
| 2014年3月10-16日       | 世界青少年花样滑冰锦标赛 | 青年        | 3 70.67     | 5 135.83    | 5 206.50    |             |
| 2013年12月20-23日      | 日本花式溜冰錦標賽       | 成年        | 6 72.15     | 7 144.34    | 7 216.49    |             |
| 2013年11月22-24日      | 日本青年花式溜冰錦標賽   | 青年        | 2 71.61     | 3 134.49    | 2 206.10    |             |
| 2013年10月22-24日      | 青年大獎賽愛沙尼亞站     | 青年        | 3 67.09     | 3 130.73    | 4 197.82    |             |
| 2013年9月28-31日       | 青年大獎賽拉脫維亞站     | 青年        | 6 58.22     | 3 117.59    | 3 175.81    |             |
| 2012-13賽季            |                          |             |             |             |             |             |
| 比賽日期               | 賽事名稱                 | 分組        | SP          | FS          | 總分        |             |
| 2013年2月25日 - 3日3月 | 世界青少年花样滑冰锦标赛 | 青年        | 7 61.66     | 6 125.42    | 7 187.08    |             |
| 2012年12月20-24日      | 日本花式溜冰錦標賽       | 成年        | 10 67.56    | 11 131.47   | 11 199.03   |             |
| 2012年11月17-18日      | 日本青年花式溜冰錦標賽   | 青年        | 2 66.21     | 2 124.37    | 2 190.58    |             |
| 2012年10月10-13日      | 青年大獎賽德國站         | 青年        | 2 63.48     | 1 125.00    | 2 188.48    |             |
| 2012年9月26-29日       | 青年大獎賽斯洛文尼亞站   | 青年        | 4 61.42     | 6 112.92    | 6 174.34    |             |
| 2011-12賽季            |                          |             |             |             |             |             |
| 比賽日期               | 賽事名稱                 | 分組        | SP          | FS          | 總分        |             |
| 2012年2月27日 – 3月4日 | 世界青少年花样滑冰锦标赛 | 青年        | 10 57.71    | 10 118.21   | 10 175.92   |             |
| 2012年1月14-16日       | 青年奥林匹克运动会       | 青年        | 6 51.52     | 2 115.63    | 2 167.15    |             |
| 2011年12月22-25日      | 日本花式溜冰錦標賽       | 成年        | 7 63.49     | 10 126.93   | 9 190.42    |             |
| 2011年11月25-27日      | 日本青年花式溜冰錦標賽   | 青年        | 3 61.56     | 5 111.90    | 5 173.46    |             |
| 2011年10月12-15日      | 青年大獎賽愛沙尼亞站     | 青年        | 4 56.29     | 3 118.86    | 3 175.15    |             |
| 2011年9月14-17日       | 青年大獎賽波蘭站         | 青年        | 8 48.69     | 3 114.55    | 4 163.24    |             |
| 2009-2010賽季          |                          |             |             |             |             |             |
| 比賽日期               | 賽事名稱                 | 分組        | SP          | FS          | 總分        |             |
| 2009年12月25-27日      | 日本青年花式溜冰錦標賽   | 青年        | 4 52.95     | 4 95.09     | 3 148.04    |             |

## 賽事節目
| 賽季      | 短曲節目                                                                                       | 長曲節目 | 表演滑 |
| --------- | ---------------------------------------------------------------------------------------------- | --- | --- |

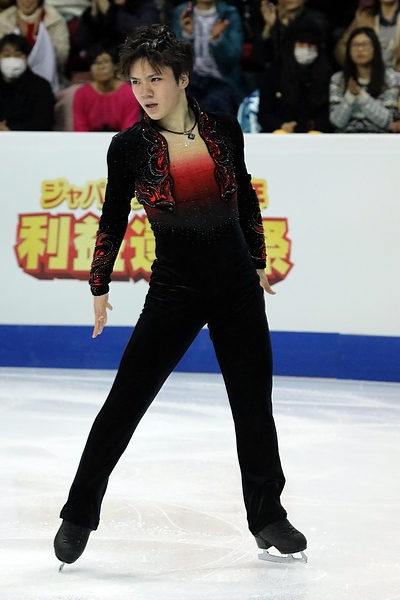
宇野昌磨於2016年國際滑冰總會花式滑冰大獎賽

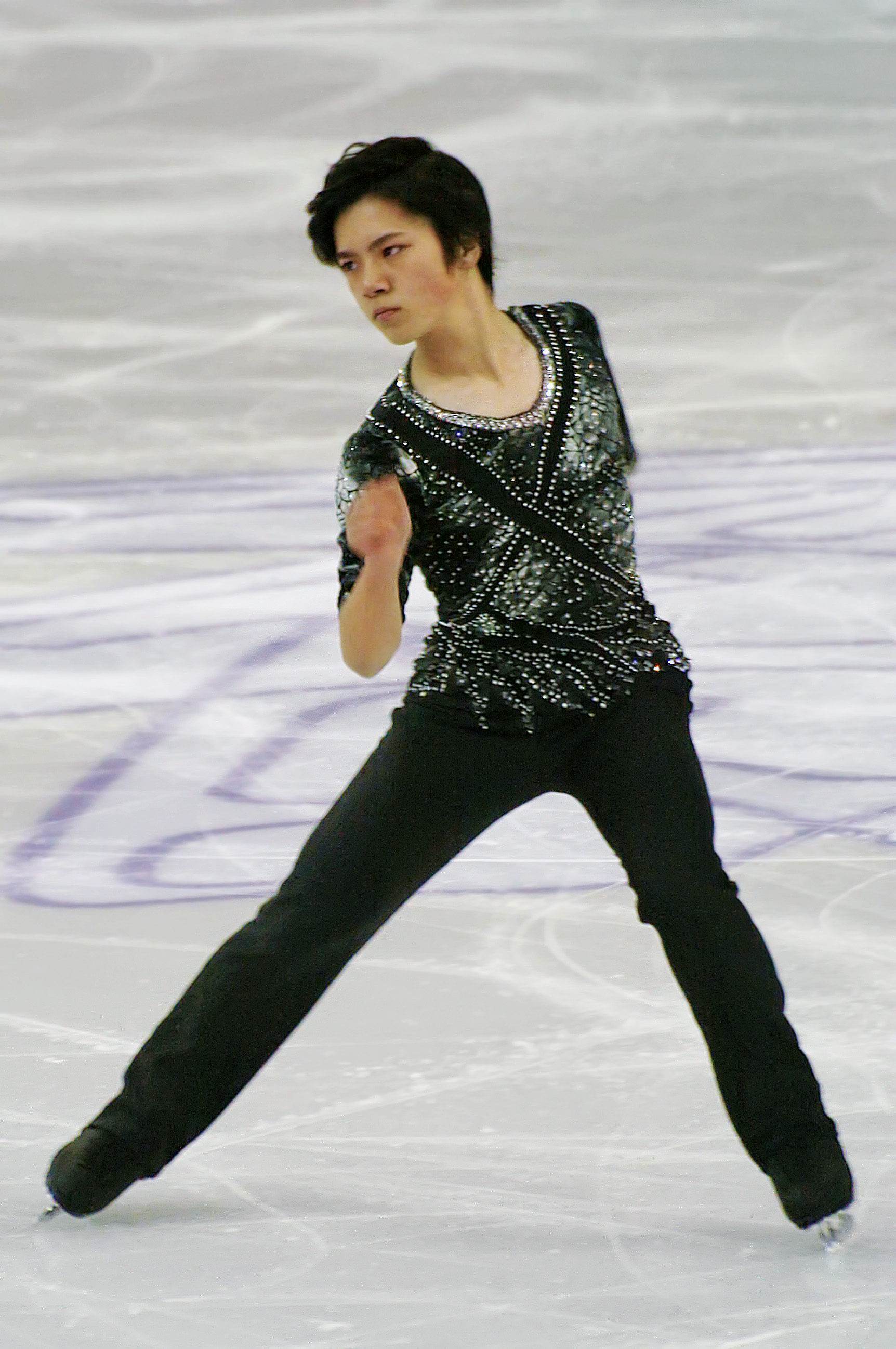
宇野昌磨於2015年國際滑冰總會花式滑冰大獎賽

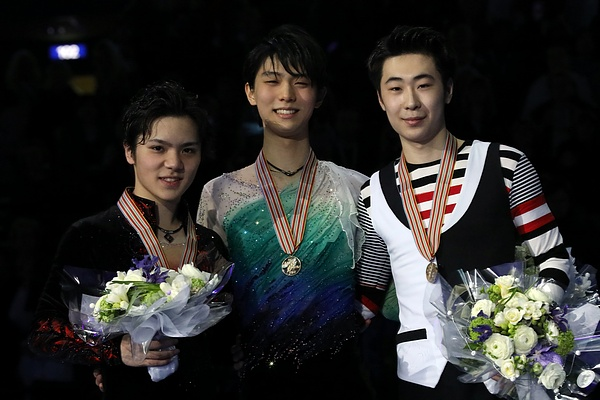
宇野昌磨（左）在2017年世界花样滑冰锦标赛頒獎典禮

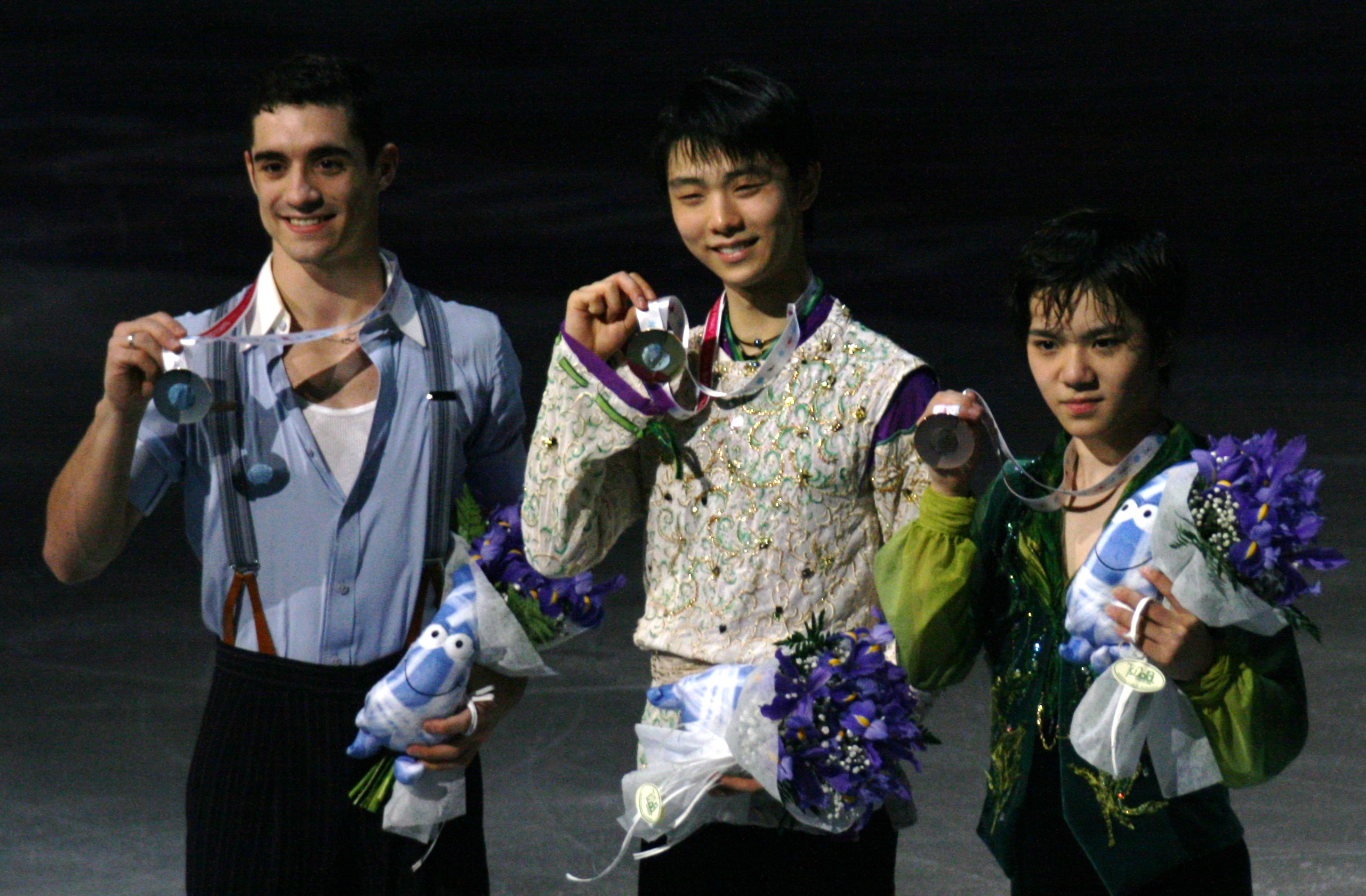
宇野昌磨（右）在2015年国际滑冰联盟花样滑冰大奖赛頒獎典禮

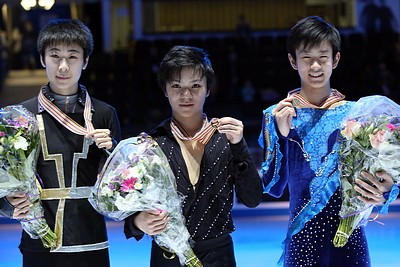
宇野昌磨（中）在2015年世界青少年花样滑冰锦标赛頒獎典禮

| 2021–2022 | - 雙簧管協奏曲 作曲： Alessandro Marcello - C小調協奏曲 作曲：韋瓦第 編舞：宮本賢二            | - 波麗露 作曲：莫里斯·拉威爾 演唱：岡本知高 編舞: 史蒂芬·蘭比爾                                                              | - 邁克爾·傑克遜組曲 - Planet Earth - Earth Song |
| 2020–2021 | - Great Spirit 作曲： 阿曼·凡·布倫, Vini Vici feat.Hilight Tribe 編舞：Shae-Lynn Bourne        | - Dancing On My Own 作詞、作曲：Robyn and Patrik Berger 演唱：Calum Scott - Your Last Kiss 作曲：Karl Hugo 編舞：大衛·威爾森 | - Oboe Concerto 作曲:Alessandro Marcello 編舞: 宮本賢二 |
| 2019–2020 | - Great Spirit 作曲： 阿曼·凡·布倫, Vini Vici feat.Hilight Tribe 編舞：Shae-Lynn Bourne        | - Dancing On My Own 作詞、作曲：Robyn and Patrik Berger 演唱：Calum Scott - Your Last Kiss 作曲：Karl Hugo 編舞：大衛·威爾森 | - 玫瑰人生 演奏：安德烈·波伽利, 艾迪特·皮雅芙 編舞: 史蒂芬·兰比尔 - This Town 作曲： 奈爾·霍蘭, Jamie Scott 編舞：大衛·威爾森                                                                                   |
| 2018–2019 | - Stairway To Heaven 作曲：羅德利哥與加布里耶菈 編舞：樋口美穗子                               | - 月光奏鳴曲 《升c小調第十四鋼琴奏鳴曲》 作曲：路德維希·范·貝多芬 編舞：樋口美穗子                                           | - Time After Time 作曲：小亨利·康尼克 編舞：大衛·威爾森 - Great Spirit 作曲： 阿曼·凡·布倫, Vini Vici feat.Hilight Tribe 編舞：Shae-Lynn Bourne                                                                 |
| 2017–2018 | - 冬（F小調第四協奏曲） (源自：四季) 作曲：安东尼奥·维瓦尔第 編舞：樋口美穗子                  | - 杜蘭朵 作曲：陳美 - 公主徹夜未眠 作曲：贾科莫·普契尼 編舞：樋口美穗子                                                      | - 當我們再相見 電影：玩命關頭7 作曲：维兹·卡利法 feat. 查理·普斯 編舞：樋口美穗子 - This Town 作曲： 奈爾·霍蘭, Jamie Scott 編舞：大衛·威爾森                                                                   |
| 2016–2017 | - Fantasy for Violin and Orchestra (電影：Ladies in Lavender) 作曲: 約夏·貝爾 編舞: 樋口美穗子 | - Buenos Aires Hora Cero - Balada para un loco 作曲: 阿斯托尔·皮亚佐拉 編舞: 樋口美穗子                                      | - 當我們再相見 電影：玩命關頭7 作曲：维兹·卡利法 feat. 查理·普斯 編舞：樋口美穗子 - 玫瑰人生 演奏：安德烈·波伽利, 艾迪特·皮雅芙 編舞: 史蒂芬·兰比尔 - This Town 作曲： 奈爾·霍蘭, Jamie Scott 編舞：大衛·威爾森 |
| 2015–2016 | - Legends 作曲：Sacred Spirit 編舞: 樋口美穗子                                                 | - 杜蘭朵 作曲：陳美 - 公主徹夜未眠 作曲：贾科莫·普契尼 編舞：樋口美穗子                                                      | - 第9小提琴奏鸣曲 (贝多芬) 作曲: 路德维希·范·贝多芬 編舞：樋口美穗子 - 這個男人有點色 作曲: 邁克爾·凱曼 編舞：樋口美穗子                                                                                        |
| 2014–2015 | - 第9小提琴奏鸣曲 (贝多芬) 作曲：路德维希·范·贝多芬 編舞：樋口美穗子                           | - 這個男人有點色 作曲：邁克爾·凱曼 編舞：樋口美穗子                                                                          | - The Blessed Spirits 作曲: 陳美 編舞：樋口美穗子, 山田滿知子 |
| 2013–2014 | - The Blessed Spirits 作曲：陳美 編舞：樋口美穗子, 山田滿知子                                  | - Steps 作曲：神秘园 編舞：樋口美穗子, 山田滿知子                                                                            | - Tanguera 作曲：Mariano Mores 編舞：樋口美穗子, 山田滿知子 |
| 2012–2013 | - Tanguera 作曲：Mariano Mores 編舞：樋口美穗子, 山田滿知子                                    | - Steps 作曲：神秘园 編舞: 樋口美穗子, 山田滿知子                                                                            | - Bad Boy Good Man 作曲: Tape Five |
| 2011–2012 | - Tucker 作曲：Joe Jackson 編舞：樋口美穗子, 山田滿知子                                        | - Tzigane 作曲：莫里斯·拉威爾 編舞：樋口美穗子, 山田滿知子                                                                   | |
| 2010–2011 |                                                                                                | - Tzigane 作曲：莫里斯·拉威爾 編舞：樋口美穗子, 山田滿知子                                                                   | - Fly Me to the Moon |

## 外部連結
- 個人官方網站（页面存档备份，存于） （日語）
- Shoma UNO在国际滑冰联盟的页面